# كلية العلوم الإنسانية والاجتماعية (جامعة الملك سعود)
كلية العلوم الإنسانية والاجتماعية بجامعة الملك سعود (كلية الآداب سابقاً) هي إحدى كليات جامعة الملك سعود في مدينة الرياض . أنشئت الكلية في عام 1377هـ الموافق لعام 1953 . لتكون أول كلية في الجامعة، وصدر قرار وزير التعليم رئيس مجلس شؤون الجامعات يوسف البنيان، موافقته على تغيير مسمى كلية الآداب لتصبح كلية العلوم الإنسانية والاجتماعية، وذلك بداية من الفصل الدراسي الثاني للعام الجامعي 1444هـ.

## المرحلة الجامعية
يُقبل الطالب في الكلية بعد تجاوزه برنامج السنة التحضيرية للكليات الإنسانية. وثم يقبل في الكلية في برنامج الكلية. ثم يبدأ الطالب في المستوى الثالث الدراسي باختيار تخصصه والدراسة فيه لمدة 3 سنوات ويشترط إنهاء (128 ساعة) لينال شهادة البكالوريوس في التخصص.

## الدراسات العليا
بعض أقسام الكلية افتتحت برنامج للدراسات العليا (مرحلة الماجستير) والكلية ماضية إلى تأسيس برامج الدراسات العليا للأقسام الأكاديمية بها

## الأقسام الأكاديمية
تضم الكلية 7 أقسام أكاديمية هي:
- قسم اللغة العربية وآدابها
- قسم اللغة الإنجليزية وآدابها
- قسم التاريخ
- قسم الجغرافيا
- قسم الدراسات الاجتماعية
- قسم الإعلام
- قسم علم المعلومات

## إدارة الكلية
- الدكتور عبد الوهاب أبا الخيل عميد الكلية

## روابط مهمة
- موقع الكلية الرسمي على شبكة الإنترنت